# Luminița, Nisporeni
Luminița este un sat din cadrul comunei Valea-Trestieni din raionul Nisporeni, Republica Moldova.